# ロジェル・ニルセン
ロジェル・ニルセン（Roger Nilsen, 1969年8月8日 - ）は、ノルウェー・トロムソ出身の元サッカー選手。現サッカー指導者。現役時代のポジションはディフェンダー(CB)。

## 経歴

### クラブ
バイキングFK時代の1991シーズンにエリテセリエン優勝を経験した。翌シーズンのUEFAチャンピオンズリーグにも出場した。

### 代表
1990年にサッカーノルウェー代表に初招集されると、1994年には1994 FIFAワールドカップの代表メンバーに選ばれた。しかし、本戦での出場機会は無かった。

## 獲得タイトル
バイキング
- エリテセリエン:1回 (1991)